# Paco Bello
Francisco Bello-Morales Riedel (Málaga; 22 de diciembre de 1972), conocido artísticamente como Paco Bello, es un cantautor, compositor y poeta español.

## Biografía
Hijo de madre alemana y padre español. Se crio en Madrid desde temprana edad y es la ciudad en la que actualmente reside. Cursó estudios en el Colegio Alemán de la capital española y ya allí, a los 15 años, monta un grupo de jazz-pop de versiones en el que toca la guitarra, canta y compone algún que otro tema en inglés.
Desde siempre autodidacta, escribe a partir de entonces en castellano, lengua con la que se siente más cómodo a la hora de plasmar su creatividad. También compone algún tema en alemán, pero no le satisface el resultado. A los veinte años reúne material suficiente para decidirse a buscar bares donde tocar. Su primer concierto lo dio en un pub de Tres Cantos llamado 'La Maja'. Luego siguieron el café Libertad 8, el Búho Real, Sala Clamores, Galileo Galilei y un largo etcétera. Se codeó con los cantautores de aquella época —Pedro Guerra, Javier Álvarez, Ismael Serrano…— y grabó dos discos.

### Carrera en solitario
En diciembre de 1995 salió a la venta No hay problemas (Sony), su ópera prima. Un compendio de 15 temas repletos de luminosidad y emociones encontradas. En él participan músicos de la talla de Tino di Geraldo, Tony Carmona, Juan y Bernardo Parrilla y con Gonzalo Benavides a la producción. Los singles extraídos fueron la pegadiza «Pare Taxi», la controvertida «El maletín del financiero» y la marchosa «Sin vino no se anda el camino».
Hasta el año 1999 no sale a la venta su segundo disco, que coincide con cambio de nombre artístico y compañía discográfica. El CD se titula Nauta (PEP'S Records), igual que su nuevo seudónimo. En ese trabajo podemos encontrar temas intimistas como «Que la noche es de huir», «No sabes cuánto te he querido» —la más coreada en sus conciertos—, «Planetas», y también piezas de corte más impulsivo, véase «Gandul», la contundente «Ya ves tú» o la terrenal «Más acá» en las que le acompaña la voz de Mofli. A partir de ese momento, Paco Bello, decide desmarcarse del circo multinacional y se lanza a la aventura probando diferentes formatos acústicos —estuvo una larga temporada compartiendo escenario con el guitarrista Antonio Toledo—.

### Doctorgrillo
En el año 2001 monta una banda de pop-rock en la que se atreve con la guitarra eléctrica, pero aquel fallido experimento solo duró seis meses que, seguramente, fueron su época más nebulosa.
Después del vaivén, llegaron horizontes más despejados, y fue entonces cuando apareció la idea de crear un dúo con Raúl Hernández, músico y compositor que acudía con frecuencia a los recitales de Paco, y además fue en uno de ellos donde se conocieron. El nuevo proyecto pasó a llamarse 'Doctorgrillo', y durante los siguientes años (hasta 2006) grabaron cinco maquetas que ponían a la venta exclusivamente en los conciertos. Los títulos, por orden cronológico, son Punto y aparte —con el nombre de Paco Bello y Raúl Hernández, todavía—, Te escondes —ya como Doctorgrillo—, Currículum Vitae, Si rompes las farolas se encienden las estrellas y Presurizados, disco de despedida que significó un antes y un después en la trayectoria de Paco, ya que estuvo los ocho meses posteriores alejado del circuito, tratando de recuperar el aliento perdido.

### Vuelta a los escenarios

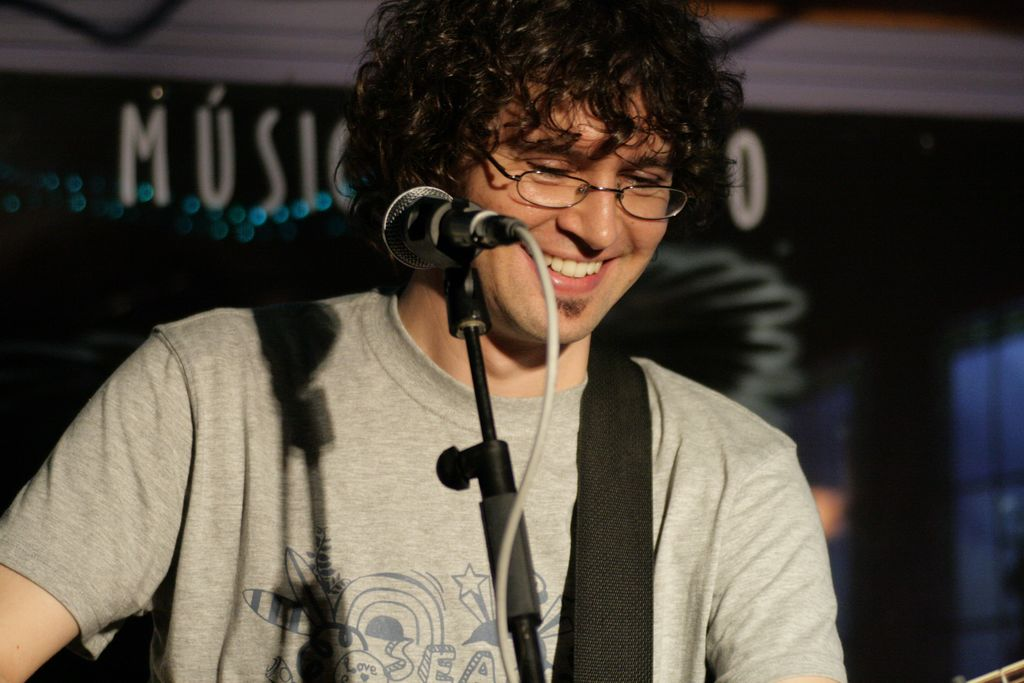
Paco Bello en la sala El Búho Real Madrid.

En el año 2007 regresó a los escenarios con nuevo brío y sugerentes canciones, en solitario y con su nombre de siempre. Durante su, llamémoslo, «autoreencuentro», compuso casi 35 canciones, 22 de las cuales acabaron plasmadas a guitarra y voz, con absoluta y concluyente desnudez, en dos maquetas llamadas El mar nos mira y Esos amaneceres, grabadas en riguroso directo —pero sin público— en la sala El Búho Real. En septiembre de 2010 edita disco con su nueva banda, Paco Bello Trío, que lleva por título El mundo y tú, que reúne 11 temas compuestos por Paco, que toca la guitarra y la armónica, arropado por dos músicos de primera fila: Albert Anguela al bajo y Carlos Lahoz a la batería. Su último proyecto se llama 'German Coffee', formación en la cual participa bajo el pseudónimo Leonard Riedel. Han publicado en formato digital, disponible en Spotify, un disco llamado Deep Skies cantado exclusivamente en inglés, con influencias electrónicas y voces femeninas a los coros.

### Poemario
El 2008 sigue siendo un año creativo para Paco Bello, que ha publicado un libro de poemas titulado El olor del bosque ha roto mi computadora (Editorial Poesía Eres Tú). En 2009 publica su segundo libro de poesía Buenos días, Don Pletórico con la misma editorial, y en julio del 2010 sale al mercado una antología de todas las letras de su carrera titulada Para no zozobrar (Editorial Poesía Eres Tú).

## Discografía
- No hay Problemas (SONY 1995)
- Nauta (PEP´S RECORDS 1999)
- Paco Bello y Raúl Hernández. Punto y aparte (Maqueta 2001)
- Doctorgrillo. Te escondes (Maqueta 2002)
- Doctorgrillo. Curriculum vitae (Maqueta 2003)
- Doctorgrillo. Si rompes las farolas, se encienden las estrellas (Maqueta 2004)
- Doctorgrillo. Presurizados (Maqueta 2005)
- El mar nos mira (Maqueta 2007)
- Esos amaneceres (Maqueta 2007)
- El mundo y tú (disco oficial 2010) PACO BELLO TRÍO
- Nadie Sabe quién eres tú (2016)

## Libros publicados
- El olor del bosque ha roto mi computadora (Editorial POESÍA ERES TÚ 2008)
- Buenos días, Don Pletórico (Editorial POESÍA ERES TÚ 2009)
- Para no zozobrar (Antología de canciones 1994-2010- Editorial POESÍA ERES TÚ 2010)